# Travis Air Force Base
Travis Air Force Base (IATA-code: SUU, ICAO-code: KSUU) is een vliegbasis van de United States Air Force 5 km ten oosten van het centrum van Fairfield in Solano County in de Amerikaanse staat Californië.
Gelegen aan de zuidwestelijke rand van de Sacramento Valley en bekend als de "Gateway to the Pacific", verwerkt Travis Air Force Base meer vracht- en passagiersverkeer via de luchthaven dan enige andere militaire luchtterminal in de Verenigde Staten. De basis heeft een lange geschiedenis in het ondersteunen van humanitaire luchtbrugoperaties in eigen land en over de hele wereld. In september 2009 waren op Travis AFB ongeveer 7.390 actieve USAF-militairen, 3.260 Air Force Reserve-personeel en 3.690 burgers professioneel actief.
Travis AFB heeft een grote impact op de gemeenschap, aangezien een aantal militaire families en gepensioneerden ervoor hebben gekozen om van Fairfield hun permanente thuis te maken. Het is ook de grootste werkgever in de stad en Solano County, en het enorme personeelsbestand van Travis heeft een lokale economische impact van meer dan $ 1 miljard per jaar. De basis draagt ook veel hoogopgeleide mensen bij aan de lokale arbeidspool.
De Host Unit van de basis, de 60th Air Mobility Wing, is de grootste vleugel in het Air Mobility Command (AMC) van de luchtmacht, met een veelzijdige vloot van 26 C-5 Galaxy's, 24 KC-46 Pegasus en 13 C-17 Globemaster III-vliegtuigen.
De voormalige Strategic Air Command Alert Facility van de basis is een complex van de United States Navy dat doorgaans twee tijdelijk aanwezige E-6B Mercury TACAMO-vliegtuigen van de marine ondersteunt die zijn toegewezen aan Fleet Air Reconnaissance Squadron THREE (VQ-3) Detachment en normaal gesproken thuis zijn gevestigd op Tinker Air Force Base, Oklahoma.
De basis is ook gastheer voor het David Grant USAF Medical Center, een academisch ziekenhuis met 265 bedden en $ 200 miljoen van de luchtmacht, dat zowel in dienst als gepensioneerd militair personeel bedient.

## Bronnen

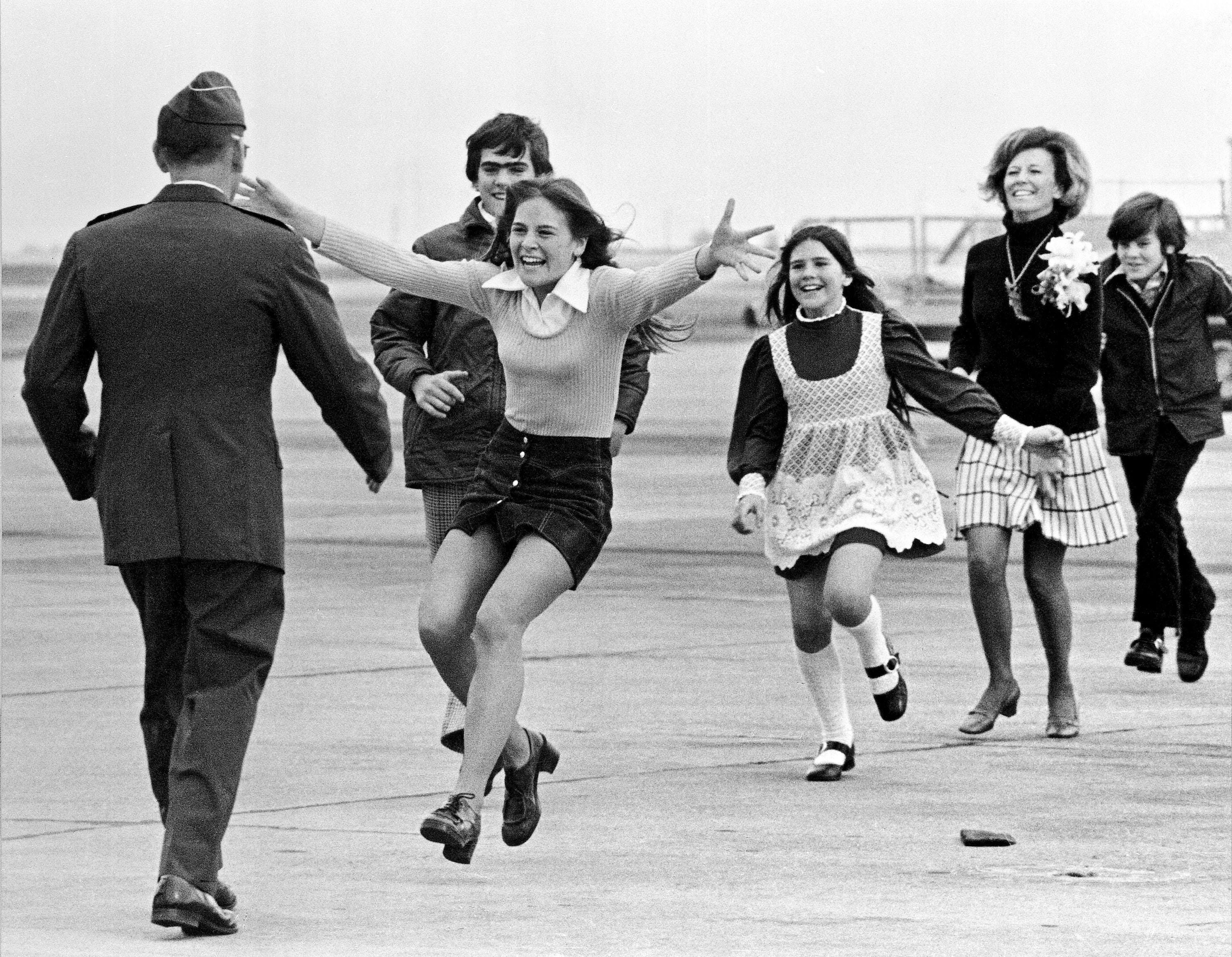
Burst of Joy:Vrijgelaten krijgsgevangene luitenant-kolonel Robert L. Stirm begroet door zijn familie op Travis Air Force Base in Fairfield, Californië, terwijl hij terugkeert naar huis van de oorlog in Vietnam, 17 maart 1973.